# 洪斯代尔
洪斯代尔（Honesdale）是美国宾夕法尼亚州韦恩县的一个自治市镇和县城。2010年美国人口普查时，该市镇的人口为4,480人。
洪斯代尔位于斯克兰顿东北51公里的农村地区，提供许多娱乐活动，如划船、钓鱼、远足、狩猎、滑雪、骑自行车、滑板和漂流。 位于煤矿地区，十九世纪是特拉华和哈德逊运河的起点，该运河提供了运往纽约金斯顿的煤炭，然后从哈德逊河下到纽约市。 在十九世纪，铁路的扩张最终取代了运河的经常使用。